# Lauren Mahon
Lauren Stacey Mahon (Inglaterra, 2 de maio de 1985) é uma ativista britânica contra o câncer e fundadora da "Girls vs Cancer", uma comunidade online que aumenta a conscientização e apoia pacientes com câncer. Ela foi incluída na lista da BBC de 100 Mulheres mais inspiradoras do mundo em 2019.

## Biografia
Lauren Mahon foi diagnosticada com câncer de mama de grau 3, em 2016, e pensou que iria morrer, porque confundiu o câncer de grau 3 com o de estágio 4, que é um câncer avançado. Enquanto estava em tratamento de câncer, ela pesquisou na internet pessoas com condição semelhante, mas não as encontrou. Então ela criou um blog, "Girls vs Cancer", onde compartilhou sua experiência com o câncer e desenhou camisetas para conscientizar sobre o tema. Mais tarde, ela se tornou co-apresentadora do podcast da BBC "You, Me and the Big C" (em tradução livre, "Você, Eu e o Grande C"), compartilhando sua história de câncer de maneira cômica. Depois que os co-apresentadores Rachael Bland e Deborah James morreram de câncer, respectivamente, em 2018 e 2022, Lauren Mahon se tornou a única apresentadora original sobrevivente do podcast.

## Reconhecimento
2019 - BBC 100 Women.